# Interlands Welsh voetbalelftal 1970-1979
Deze pagina toont een chronologisch en gedetailleerd overzicht van de interlands die het Welsh voetbalelftal heeft gespeeld in de periode 1970 – 1979.

## Interlands

### 1970
|                                                                                    |                    |       |                |                                                                              |
| 18 april British Home Championship 1970 № 289 «onderlinge duels» 15:00 uur (UTC+1) | Wales              | 1 – 1 | Engeland       | Ninian Park, Cardiff Toeschouwers: 40.126 Scheidsrechter: Tiny Wharton (SCO) |
| 18 april British Home Championship 1970 № 289 «onderlinge duels» 15:00 uur (UTC+1) | Dick Krzywicki 40' |       | 71' Franny Lee | Ninian Park, Cardiff Toeschouwers: 40.126 Scheidsrechter: Tiny Wharton (SCO) |

|                                                                                    |           |       |       |                                                                             |
| 22 april British Home Championship 1970 № 290 «onderlinge duels» 20:00 uur (UTC+1) | Schotland | 0 – 0 | Wales | Hampden Park, Glasgow Toeschouwers: 30.434 Scheidsrechter: Dave Smith (ENG) |
| 22 april British Home Championship 1970 № 290 «onderlinge duels» 20:00 uur (UTC+1) |           |       |       | Hampden Park, Glasgow Toeschouwers: 30.434 Scheidsrechter: Dave Smith (ENG) |

|                                                                                    |              |       |               |                                                                              |
| 25 april British Home Championship 1970 № 291 «onderlinge duels» 15:00 uur (UTC+1) | Wales        | 0 – 0 | Noord-Ierland | Vetch Field, Swansea Toeschouwers: 27.067 Scheidsrechter: James Finney (ENG) |
| 25 april British Home Championship 1970 № 291 «onderlinge duels» 15:00 uur (UTC+1) | Ron Rees 36' |       |               | Vetch Field, Swansea Toeschouwers: 27.067 Scheidsrechter: James Finney (ENG) |

|                                                                           |       |       |          |                                                                                 |
| 11 november EK 1972 kwalificatie № 292 «onderlinge duels» 19:30 uur (UTC) | Wales | 0 – 0 | Roemenië | Ninian Park, Cardiff Toeschouwers: 19.882 Scheidsrechter: Arie van Gemert (NED) |
| 11 november EK 1972 kwalificatie № 292 «onderlinge duels» 19:30 uur (UTC) |       |       |          | Ninian Park, Cardiff Toeschouwers: 19.882 Scheidsrechter: Arie van Gemert (NED) |

### 1971
|                                                                          |                |       |                                                         |                                                                               |
| 21 april EK 1972 kwalificatie № 293 «onderlinge duels» 19:30 uur (UTC+1) | Wales          | 1 – 3 | Tsjecho-Slowakije                                       | Vetch Field, Swansea Toeschouwers: 12.767 Scheidsrechter: Einar Boström (SWE) |
| 21 april EK 1972 kwalificatie № 293 «onderlinge duels» 19:30 uur (UTC+1) | Ron Davies 48' |       | 78' Ján Čapkovič 80' Vladimír Táborský 82' Ján Čapkovič | Vetch Field, Swansea Toeschouwers: 12.767 Scheidsrechter: Einar Boström (SWE) |

|                                                                                  |       |       |           |                                                                             |
| 15 mei British Home Championship 1971 № 294 «onderlinge duels» 15:00 uur (UTC+1) | Wales | 0 – 0 | Schotland | Ninian Park, Cardiff Toeschouwers: 19.068 Scheidsrechter: Jack Taylor (ENG) |
| 15 mei British Home Championship 1971 № 294 «onderlinge duels» 15:00 uur (UTC+1) |       |       |           | Ninian Park, Cardiff Toeschouwers: 19.068 Scheidsrechter: Jack Taylor (ENG) |

|                                                                                  |          |       |       |                                                                                   |
| 19 mei British Home Championship 1971 № 295 «onderlinge duels» 19:45 uur (UTC+1) | Engeland | 0 – 0 | Wales | Wembley Stadium, Londen Toeschouwers: 70.000 Scheidsrechter: Malcolm Wright (NIR) |
| 19 mei British Home Championship 1971 № 295 «onderlinge duels» 19:45 uur (UTC+1) |          |       |       | Wembley Stadium, Londen Toeschouwers: 70.000 Scheidsrechter: Malcolm Wright (NIR) |

|                                                                                  |                    |       |       |                                                                            |
| 22 mei British Home Championship 1971 № 296 «onderlinge duels» 15:00 uur (UTC+1) | Noord-Ierland      | 1 – 0 | Wales | Windsor Park, Belfast Toeschouwers: 23.000 Scheidsrechter: Ken Burns (ENG) |
| 22 mei British Home Championship 1971 № 296 «onderlinge duels» 15:00 uur (UTC+1) | Bryan Hamilton 27' |       |       | Windsor Park, Belfast Toeschouwers: 23.000 Scheidsrechter: Ken Burns (ENG) |

|                                                                    |         |                  |       |                                                                                     |
| 26 mei EK 1972 kwalificatie № 297 «onderlinge duels» 19:00 (UTC+2) | Finland | 0 – 1            | Wales | Olympisch Stadion, Helsinki Toeschouwers: 5.410 Scheidsrechter: Günter Männig (GDR) |
| 26 mei EK 1972 kwalificatie № 297 «onderlinge duels» 19:00 (UTC+2) |         | 54' John Toshack |       | Olympisch Stadion, Helsinki Toeschouwers: 5.410 Scheidsrechter: Günter Männig (GDR) |

|                                                                        |                                                       |       |         |                                                                               |
| 13 oktober EK 1972 kwalificatie № 295 «onderlinge duels» 19:00 (UTC+2) | Wales                                                 | 3 – 0 | Finland | Vetch Field, Swansea Toeschouwers: 10.301 Scheidsrechter: Kaj Rasmussen (DEN) |
| 13 oktober EK 1972 kwalificatie № 295 «onderlinge duels» 19:00 (UTC+2) | William Durban 10' John Toshack 53' Gilbert Reece 89' |       |         | Vetch Field, Swansea Toeschouwers: 10.301 Scheidsrechter: Kaj Rasmussen (DEN) |

|                                                                            |                   |       |       |                                                                                            |
| 27 oktober EK 1972 kwalificatie № 299 «onderlinge duels» 18:00 uur (UTC+1) | Tsjecho-Slowakije | 1 – 0 | Wales | Letenský Stadion, Praag Toeschouwers: 20.051 Scheidsrechter: Mariano Medina Iglesias (ESP) |
| 27 oktober EK 1972 kwalificatie № 299 «onderlinge duels» 18:00 uur (UTC+1) | Ladislav Kuna 60' |       |       | Letenský Stadion, Praag Toeschouwers: 20.051 Scheidsrechter: Mariano Medina Iglesias (ESP) |

|                                                                             |                                       |       |       |                                                                                         |
| 24 november EK 1972 kwalificatie № 300 «onderlinge duels» 14:00 uur (UTC+2) | Roemenië                              | 2 – 0 | Wales | Stadionul 23 August, Boekarest Toeschouwers: 35.251 Scheidsrechter: Fred Delcourt (BEL) |
| 24 november EK 1972 kwalificatie № 300 «onderlinge duels» 14:00 uur (UTC+2) | Niculae Lupescu 9' Mircea Lucescu 74' |       |       | Stadionul 23 August, Boekarest Toeschouwers: 35.251 Scheidsrechter: Fred Delcourt (BEL) |

### 1972
|                                                                                  |       |                                                  |          |                                                                             |
| 20 mei British Home Championship 1972 № 301 «onderlinge duels» 15:00 uur (UTC+1) | Wales | 0 – 3                                            | Engeland | Ninian Park, Cardiff Toeschouwers: 34.000 Scheidsrechter: Bill Mullan (SCO) |
| 20 mei British Home Championship 1972 № 301 «onderlinge duels» 15:00 uur (UTC+1) |       | 25' Emlyn Hughes 60' Rodney Marsh 61' Colin Bell |          | Ninian Park, Cardiff Toeschouwers: 34.000 Scheidsrechter: Bill Mullan (SCO) |

|                                                                                  |                   |       |       |                                                                              |
| 24 mei British Home Championship 1972 № 302 «onderlinge duels» 20:00 uur (UTC+1) | Schotland         | 1 – 0 | Wales | Hampden Park, Glasgow Toeschouwers: 21.332 Scheidsrechter: Jim Lawther (NIR) |
| 24 mei British Home Championship 1972 № 302 «onderlinge duels» 20:00 uur (UTC+1) | Peter Lorimer 78' |       |       | Hampden Park, Glasgow Toeschouwers: 21.332 Scheidsrechter: Jim Lawther (NIR) |

|                                                                                  |       |       |               |                                                                            |
| 27 mei British Home Championship 1972 № 303 «onderlinge duels» 19:00 uur (UTC+1) | Wales | 0 – 0 | Noord-Ierland | Racecourse, Wrexham Toeschouwers: 15.647 Scheidsrechter: Jack Taylor (ENG) |
| 27 mei British Home Championship 1972 № 303 «onderlinge duels» 19:00 uur (UTC+1) |       |       |               | Racecourse, Wrexham Toeschouwers: 15.647 Scheidsrechter: Jack Taylor (ENG) |

|                                                                           |       |                |          |                                                                             |
| 15 november WK 1974 kwalificatie № 304 «onderlinge duels» 19:30 uur (UTC) | Wales | 0 – 1          | Engeland | Ninian Park, Cardiff Toeschouwers: 36.384 Scheidsrechter: Bill Mullan (SCO) |
| 15 november WK 1974 kwalificatie № 304 «onderlinge duels» 19:30 uur (UTC) |       | 35' Colin Bell |          | Ninian Park, Cardiff Toeschouwers: 36.384 Scheidsrechter: Bill Mullan (SCO) |

### 1973
|                                                                          |                  |       |                  |                                                                                   |
| 24 januari WK 1974 kwalificatie № 305 «onderlinge duels» 19:45 uur (UTC) | Engeland         | 1 – 1 | Wales            | Wembley Stadium, Londen Toeschouwers: 62.273 Scheidsrechter: Malcolm Wright (NIR) |
| 24 januari WK 1974 kwalificatie № 305 «onderlinge duels» 19:45 uur (UTC) | orman Hunter 42' |       | 23' John Toshack | Wembley Stadium, Londen Toeschouwers: 62.273 Scheidsrechter: Malcolm Wright (NIR) |

|                                                                          |                                      |       |       |                                                                                     |
| 28 maart WK 1974 kwalificatie № 306 «onderlinge duels» 19:30 uur (UTC+1) | Wales                                | 2 – 0 | Polen | Ninian Park, Cardiff Toeschouwers: 12.753 Scheidsrechter: Antonio Rigo Sureda (ESP) |
| 28 maart WK 1974 kwalificatie № 306 «onderlinge duels» 19:30 uur (UTC+1) | Leighton James 46' Trevor Hockey 85' |       |       | Ninian Park, Cardiff Toeschouwers: 12.753 Scheidsrechter: Antonio Rigo Sureda (ESP) |

|                                                                                  |       |                                     |           |                                                                            |
| 12 mei British Home Championship 1973 № 307 «onderlinge duels» 15:00 uur (UTC+1) | Wales | 0 – 2                               | Schotland | Racecourse, Wrexham Toeschouwers: 18.682 Scheidsrechter: Jim Lawther (NIR) |
| 12 mei British Home Championship 1973 № 307 «onderlinge duels» 15:00 uur (UTC+1) |       | 60' George Graham 70' George Graham |           | Racecourse, Wrexham Toeschouwers: 18.682 Scheidsrechter: Jim Lawther (NIR) |

|                                                                                  |                                                        |       |       |                                                                                  |
| 15 mei British Home Championship 1973 № 308 «onderlinge duels» 19:45 uur (UTC+1) | Engeland                                               | 3 – 0 | Wales | Wembley Stadium, Londen Toeschouwers: 38.000 Scheidsrechter: John Paterson (SCO) |
| 15 mei British Home Championship 1973 № 308 «onderlinge duels» 19:45 uur (UTC+1) | Martin Chivers 24' Mick Channon 32' Martin Chivers 75' |       |       | Wembley Stadium, Londen Toeschouwers: 38.000 Scheidsrechter: John Paterson (SCO) |

|                                                                                  |                    |       |       |                                                                                   |
| 19 mei British Home Championship 1973 № 309 «onderlinge duels» 19:30 uur (UTC+1) | Noord-Ierland      | 1 – 0 | Wales | Goodison Park, Liverpool Toeschouwers: 4.946 Scheidsrechter: Bobby Davidson (SCO) |
| 19 mei British Home Championship 1973 № 309 «onderlinge duels» 19:30 uur (UTC+1) | Bryan Hamilton 14' |       |       | Goodison Park, Liverpool Toeschouwers: 4.946 Scheidsrechter: Bobby Davidson (SCO) |

|                                                                              |                                                       |       |       |                                                                                |
| 26 september WK 1974 kwalificatie № 310 «onderlinge duels» 17:30 uur (UTC+1) | Polen                                                 | 3 – 0 | Wales | Śląskistadion, Chorzów Toeschouwers: 70.181 Scheidsrechter: Ove Dahlberg (SWE) |
| 26 september WK 1974 kwalificatie № 310 «onderlinge duels» 17:30 uur (UTC+1) | Robert Gadocha 29' Grzegorz Lato 34' Jan Domarski 53' |       |       | Śląskistadion, Chorzów Toeschouwers: 70.181 Scheidsrechter: Ove Dahlberg (SWE) |

### 1974
|                                                                                  |       |                                  |          |                                                                                  |
| 11 mei British Home Championship 1974 № 311 «onderlinge duels» 15:00 uur (UTC+1) | Wales | 0 – 2                            | Engeland | Ninian Park, Cardiff Toeschouwers: 25.734 Scheidsrechter: Redmond McFadden (NIR) |
| 11 mei British Home Championship 1974 № 311 «onderlinge duels» 15:00 uur (UTC+1) |       | 37' Stan Bowles 56' Kevin Keegan |          | Ninian Park, Cardiff Toeschouwers: 25.734 Scheidsrechter: Redmond McFadden (NIR) |

|                                                                                  |                                             |       |       |                                                                                 |
| 14 mei British Home Championship 1974 № 312 «onderlinge duels» 20:00 uur (UTC+1) | Schotland                                   | 2 – 0 | Wales | Hampden Park, Glasgow Toeschouwers: 41.969 Scheidsrechter: Malcolm Wright (NIR) |
| 14 mei British Home Championship 1974 № 312 «onderlinge duels» 20:00 uur (UTC+1) | Kenny Dalglish 23' Sandy Jardine 44' (pen.) |       |       | Hampden Park, Glasgow Toeschouwers: 41.969 Scheidsrechter: Malcolm Wright (NIR) |

|                                                                                  |                    |       |               |                                                                                 |
| 18 mei British Home Championship 1974 № 313 «onderlinge duels» 15:00 uur (UTC+1) | Wales              | 1 – 0 | Noord-Ierland | The Racecourse, Wrexham Toeschouwers: 9.311 Scheidsrechter: Pat Partridge (ENG) |
| 18 mei British Home Championship 1974 № 313 «onderlinge duels» 15:00 uur (UTC+1) | David Smallman 26' |       |               | The Racecourse, Wrexham Toeschouwers: 9.311 Scheidsrechter: Pat Partridge (ENG) |

|                                                                             |                                   |       |                     |                                                                                |
| 4 september EK 1976 kwalificatie № 314 «onderlinge duels» 19:30 uur (UTC+1) | Oostenrijk                        | 2 – 1 | Wales               | Prater-Stadion, Wenen Toeschouwers: 30.795 Scheidsrechter: Doğan Babacan (TUR) |
| 4 september EK 1976 kwalificatie № 314 «onderlinge duels» 19:30 uur (UTC+1) | Wilhelm Kreuz 63' Hans Krankl 74' |       | 35' Arfon Griffiths | Prater-Stadion, Wenen Toeschouwers: 30.795 Scheidsrechter: Doğan Babacan (TUR) |

|                                                                          |                                      |       |           |                                                                                |
| 30 oktober EK 1976 kwalificatie № 315 «onderlinge duels» 19:30 uur (UTC) | Wales                                | 2 – 0 | Hongarije | Ninian Park, Cardiff Toeschouwers: 8.445 Scheidsrechter: António Garrido (POR) |
| 30 oktober EK 1976 kwalificatie № 315 «onderlinge duels» 19:30 uur (UTC) | Arfon Griffiths 57' John Toshack 88' |       |           | Ninian Park, Cardiff Toeschouwers: 8.445 Scheidsrechter: António Garrido (POR) |

|                                                                             |                                                                                           |       |           |                                                                                       |
| 20 november EK 1976 kwalificatie № 316 «onderlinge duels» 19:30 uur (UTC+1) | Wales                                                                                     | 5 – 0 | Luxemburg | Vetch Field, Swansea Toeschouwers: 10.539 Scheidsrechter: Preben Christophersen (DEN) |
| 20 november EK 1976 kwalificatie № 316 «onderlinge duels» 19:30 uur (UTC+1) | John Toshack 34' Mike England 53' Philip Roberts 70' Arfon Griffiths 73' Terry Yorath 75' |       |           | Vetch Field, Swansea Toeschouwers: 10.539 Scheidsrechter: Preben Christophersen (DEN) |

### 1975
|                                                                          |                        |       |                                   |                                                                                       |
| 16 april EK 1976 kwalificatie № 317 «onderlinge duels» 17:30 uur (UTC+1) | Hongarije              | 1 – 2 | Wales                             | Népstadion, Boedapest Toeschouwers: 21.080 Scheidsrechter: Pablo Sánchez Ibáñez (ESP) |
| 16 april EK 1976 kwalificatie № 317 «onderlinge duels» 17:30 uur (UTC+1) | László Branikovits 77' |       | 44' John Toshack 69' John Mahoney | Népstadion, Boedapest Toeschouwers: 21.080 Scheidsrechter: Pablo Sánchez Ibáñez (ESP) |

|                                                                       |                         |       |                                                                |                                                                                  |
| 1 mei EK 1976 kwalificatie № 318 «onderlinge duels» 16:00 uur (UTC+1) | Luxemburg               | 1 – 3 | Wales                                                          | Stade Municipal, Luxemburg Toeschouwers: 3.289 Scheidsrechter: Jan Peeters (BEL) |
| 1 mei EK 1976 kwalificatie № 318 «onderlinge duels» 16:00 uur (UTC+1) | Paul Philipp 39' (pen.) |       | 24' Gilbert Reece 32' Leighton James 83' (pen.) Leighton James | Stade Municipal, Luxemburg Toeschouwers: 3.289 Scheidsrechter: Jan Peeters (BEL) |

|                                                                                  |                                  |       |                                   |                                                                                |
| 17 mei British Home Championship 1975 № 319 «onderlinge duels» 15:00 uur (UTC+1) | Wales                            | 2 – 2 | Schotland                         | Ninian Park, Cardiff Toeschouwers: 23.509 Scheidsrechter: Malcolm Wright (NIR) |
| 17 mei British Home Championship 1975 № 319 «onderlinge duels» 15:00 uur (UTC+1) | John Toshack 28' Brian Flynn 36' |       | 52' Colin Jackson 61' Bruce Rioch | Ninian Park, Cardiff Toeschouwers: 23.509 Scheidsrechter: Malcolm Wright (NIR) |

|                                                                                  |                                     |       |                                      |                                                                                  |
| 21 mei British Home Championship 1975 № 320 «onderlinge duels» 19:45 uur (UTC+1) | Engeland                            | 2 – 2 | Wales                                | Wembley Stadium, Londen Toeschouwers: 53.000 Scheidsrechter: John Paterson (SCO) |
| 21 mei British Home Championship 1975 № 320 «onderlinge duels» 19:45 uur (UTC+1) | David Johnson 10' David Johnson 84' |       | 55' John Toshack 56' Arfon Griffiths | Wembley Stadium, Londen Toeschouwers: 53.000 Scheidsrechter: John Paterson (SCO) |

|                                                                                  |                  |       |       |                                                                              |
| 23 mei British Home Championship 1975 № 321 «onderlinge duels» 15:00 uur (UTC+1) | Noord-Ierland    | 1 – 0 | Wales | Windsor Park, Belfast Toeschouwers: 17.000 Scheidsrechter: Jack Taylor (ENG) |
| 23 mei British Home Championship 1975 № 321 «onderlinge duels» 15:00 uur (UTC+1) | Tommy Finney 23' |       |       | Windsor Park, Belfast Toeschouwers: 17.000 Scheidsrechter: Jack Taylor (ENG) |

|                                                                           |                     |       |            |                                                                                   |
| 19 november EK 1976 kwalificatie № 322 «onderlinge duels» 19:30 uur (UTC) | Wales               | 1 – 0 | Oostenrijk | The Racecourse, Wrexham Toeschouwers: 27.578 Scheidsrechter: Sergio Gonella (ITA) |
| 19 november EK 1976 kwalificatie № 322 «onderlinge duels» 19:30 uur (UTC) | Arfon Griffiths 69' |       |            | The Racecourse, Wrexham Toeschouwers: 27.578 Scheidsrechter: Sergio Gonella (ITA) |

### 1976
| |                 |       |                                  |                                                                              |
| 24 maart Vriendschappelijk 100-jarig jubileumwedstrijd Welshe voetbalbond № 323 «onderlinge duels» 19:30 uur (UTC+1) | Wales           | 1 – 2 | Engeland                         | The Racecourse, Wrexham Toeschouwers: 20.927 Scheidsrechter: Ian Foote (SCO) |
| 24 maart Vriendschappelijk 100-jarig jubileumwedstrijd Welshe voetbalbond № 323 «onderlinge duels» 19:30 uur (UTC+1) | Alan Curtis 89' |       | 70' Ray Kennedy 80' Peter Taylor | The Racecourse, Wrexham Toeschouwers: 20.927 Scheidsrechter: Ian Foote (SCO) |

|                                                                          |                                        |       |       |                                                                                  |
| 24 april EK 1976 kwalificatie № 324 «onderlinge duels» 17:30 uur (UTC+1) | Joegoslavië                            | 2 – 0 | Wales | Maksimirstadion, Zagreb Toeschouwers: 36.917 Scheidsrechter: Paul Schiller (AUT) |
| 24 april EK 1976 kwalificatie № 324 «onderlinge duels» 17:30 uur (UTC+1) | Momčilo Vukotić 1' Danilo Popivoda 58' |       |       | Maksimirstadion, Zagreb Toeschouwers: 36.917 Scheidsrechter: Paul Schiller (AUT) |

|                                                                                 |                                                     |       |                            |                                                                                 |
| 6 mei British Home Championship 1976 № 325 «onderlinge duels» 19:30 uur (UTC+1) | Schotland                                           | 3 – 1 | Wales                      | Hampden Park, Glasgow Toeschouwers: 25.466 Scheidsrechter: Malcolm Wright (NIR) |
| 6 mei British Home Championship 1976 № 325 «onderlinge duels» 19:30 uur (UTC+1) | Willie Pettigrew 39' Bruce Rioch 44' Eddie Gray 69' |       | 61' (pen.) Arfon Griffiths | Hampden Park, Glasgow Toeschouwers: 25.466 Scheidsrechter: Malcolm Wright (NIR) |

|                                                                                 |       |                  |          |                                                                                |
| 8 mei British Home Championship 1976 № 326 «onderlinge duels» 15:00 uur (UTC+1) | Wales | 0 – 1            | Engeland | Ninian Park, Cardiff Toeschouwers: 24.592 Scheidsrechter: Bobby Davidson (SCO) |
| 8 mei British Home Championship 1976 № 326 «onderlinge duels» 15:00 uur (UTC+1) |       | 58' Peter Taylor |          | Ninian Park, Cardiff Toeschouwers: 24.592 Scheidsrechter: Bobby Davidson (SCO) |

|                                                                                  |                    |       |               |                                                                          |
| 14 mei British Home Championship 1976 № 327 «onderlinge duels» 19:00 uur (UTC+1) | Wales              | 1 – 0 | Noord-Ierland | Vetch Field, Swansea Toeschouwers: 9.935 Scheidsrechter: Ken Burns (ENG) |
| 14 mei British Home Championship 1976 № 327 «onderlinge duels» 19:00 uur (UTC+1) | Leighton James 24' |       |               | Vetch Field, Swansea Toeschouwers: 9.935 Scheidsrechter: Ken Burns (ENG) |

|                                                                        |               |       |                             |                                                                               |
| 22 mei EK 1976 kwalificatie № 328 «onderlinge duels» 15:00 uur (UTC+1) | Wales         | 1 – 1 | Joegoslavië                 | Ninian Park, Cardiff Toeschouwers: 30.346 Scheidsrechter: Rudi Glöckner (DDR) |
| 22 mei EK 1976 kwalificatie № 328 «onderlinge duels» 15:00 uur (UTC+1) | Ian Evans 38' |       | 19' (pen.) Josip Katalinski | Ninian Park, Cardiff Toeschouwers: 30.346 Scheidsrechter: Rudi Glöckner (DDR) |

|                                                                        |       |                                         |                |                                                                                |
| 6 oktober Vriendschappelijk № 329 «onderlinge duels» 19:30 uur (UTC+1) | Wales | 0 – 2                                   | West-Duitsland | Ninian Park, Cardiff Toeschouwers: 14.029 Scheidsrechter: Bob Matthewson (ENG) |
| 6 oktober Vriendschappelijk № 329 «onderlinge duels» 19:30 uur (UTC+1) |       | 34' Franz Beckenbauer 73' Jupp Heynckes |                | Ninian Park, Cardiff Toeschouwers: 14.029 Scheidsrechter: Bob Matthewson (ENG) |

|                                                                           |                      |       |       |                                                                                    |
| 17 november WK 1978 kwalificatie № 330 «onderlinge duels» 20:00 uur (UTC) | Schotland            | 1 – 0 | Wales | Hampden Park, Glasgow Toeschouwers: 63.233 Scheidsrechter: Ferdinand Biwersi (FRG) |
| 17 november WK 1978 kwalificatie № 330 «onderlinge duels» 20:00 uur (UTC) | Ian Evans 15' (e.d.) |       |       | Hampden Park, Glasgow Toeschouwers: 63.233 Scheidsrechter: Ferdinand Biwersi (FRG) |

### 1977
|                                                                          |                                                      |       |                   |                                                                                    |
| 30 maart WK 1978 kwalificatie № 351 «onderlinge duels» 19:30 uur (UTC+1) | Wales                                                | 3 – 0 | Tsjecho-Slowakije | The Racecourse, Wrexham Toeschouwers: 18.022 Scheidsrechter: António Garrido (POR) |
| 30 maart WK 1978 kwalificatie № 351 «onderlinge duels» 19:30 uur (UTC+1) | Leighton James 27' Nick Deacy 65' Leighton James 75' |       |                   | The Racecourse, Wrexham Toeschouwers: 18.022 Scheidsrechter: António Garrido (POR) |

|                                                                                  |       |       |           |                                                                                    |
| 28 mei British Home Championship 1977 № 332 «onderlinge duels» 15:00 uur (UTC+1) | Wales | 0 – 0 | Schotland | The Racecourse, Wrexham Toeschouwers: 14.469 Scheidsrechter: Malcolm Moffatt (NIR) |
| 28 mei British Home Championship 1977 № 332 «onderlinge duels» 15:00 uur (UTC+1) |       |       |           | The Racecourse, Wrexham Toeschouwers: 14.469 Scheidsrechter: Malcolm Moffatt (NIR) |

|                                                                                  |          |                           |       |                                                                                |
| 31 mei British Home Championship 1977 № 333 «onderlinge duels» 20:00 uur (UTC+1) | Engeland | 0 – 1                     | Wales | Wembley Stadium, Londen Toeschouwers: 48.000 Scheidsrechter: John Gordon (SCO) |
| 31 mei British Home Championship 1977 № 333 «onderlinge duels» 20:00 uur (UTC+1) |          | 44' (pen.) Leighton James |       | Wembley Stadium, Londen Toeschouwers: 48.000 Scheidsrechter: John Gordon (SCO) |

|                                                                                  |                  |       |                |                                                                              |
| 3 juni British Home Championship 1977 № 334 «onderlinge duels» 19:00 uur (UTC+1) | Noord-Ierland    | 1 – 1 | Wales          | Windsor Park, Belfast Toeschouwers: 15.000 Scheidsrechter: Jack Taylor (ENG) |
| 3 juni British Home Championship 1977 № 334 «onderlinge duels» 19:00 uur (UTC+1) | Sammy Nelson 46' |       | 27' Nick Deacy | Windsor Park, Belfast Toeschouwers: 15.000 Scheidsrechter: Jack Taylor (ENG) |

|                                                                          |       |       |         |                                                                             |
| 6 september Vriendschappelijk № 335 «onderlinge duels» 19:30 uur (UTC+1) | Wales | 0 – 0 | Koeweit | The Racecourse, Wrexham Toeschouwers: 3.132 Scheidsrechter: Gwyn Owen (WAL) |
| 6 september Vriendschappelijk № 335 «onderlinge duels» 19:30 uur (UTC+1) |       |       |         | The Racecourse, Wrexham Toeschouwers: 3.132 Scheidsrechter: Gwyn Owen (WAL) |

|                                                         |         |       |       |                                                           |
| 20 september Vriendschappelijk № 336 «onderlinge duels» | Koeweit | 0 – 0 | Wales | Al Kuwait Sports Clubstadion, Koeweit Toeschouwers: 6.000 |
| 20 september Vriendschappelijk № 336 «onderlinge duels» |         |       |       | Al Kuwait Sports Clubstadion, Koeweit Toeschouwers: 6.000 |

|                                                                            |       |                                          |           |                                                                            |
| 12 oktober WK 1978 kwalificatie № 337 «onderlinge duels» 19:30 uur (UTC+1) | Wales | 0 – 2                                    | Schotland | Anfield, Liverpool Toeschouwers: 50.850 Scheidsrechter: Robert Wurtz (FRA) |
| 12 oktober WK 1978 kwalificatie № 337 «onderlinge duels» 19:30 uur (UTC+1) |       | 78' (pen.) Don Masson 87' Kenny Dalglish |           | Anfield, Liverpool Toeschouwers: 50.850 Scheidsrechter: Robert Wurtz (FRA) |

|                                                                             |                   |       |       |                                                                                 |
| 16 november WK 1978 kwalificatie № 338 «onderlinge duels» 17:00 uur (UTC+1) | Tsjecho-Slowakije | 1 – 0 | Wales | Letenský Stadion, Praag Toeschouwers: 22.383 Scheidsrechter: Adolf Prokop (DDR) |
| 16 november WK 1978 kwalificatie № 338 «onderlinge duels» 17:00 uur (UTC+1) | Zdeněk Nehoda 12' |       |       | Letenský Stadion, Praag Toeschouwers: 22.383 Scheidsrechter: Adolf Prokop (DDR) |

|                                                                          |                   |       |                 |                                                                                      |
| 14 december Vriendschappelijk № 339 «onderlinge duels» 20:00 uur (UTC+1) | West-Duitsland    | 1 – 1 | Wales           | Westfalenstadion, Dortmund Toeschouwers: 53.800 Scheidsrechter: Charles Corver (NED) |
| 14 december Vriendschappelijk № 339 «onderlinge duels» 20:00 uur (UTC+1) | Klaus Fischer 46' |       | 78' David Jones | Westfalenstadion, Dortmund Toeschouwers: 53.800 Scheidsrechter: Charles Corver (NED) |

### 1978
|                                                     |      |                |       |                                                                                          |
| 18 april Vriendschappelijk № 340 «onderlinge duels» | Iran | 0 – 1          | Wales | Aryamehrstadion, Teheran Toeschouwers: 50.000 Scheidsrechter: Abbas Moghaddaszadeh (IRN) |
| 18 april Vriendschappelijk № 340 «onderlinge duels» |      | 71' Phil Dwyer |       | Aryamehrstadion, Teheran Toeschouwers: 50.000 Scheidsrechter: Abbas Moghaddaszadeh (IRN) |

|                                                                                  |                |       |                                                   |                                                                                 |
| 13 mei British Home Championship 1978 № 341 «onderlinge duels» 15:00 uur (UTC+1) | Wales          | 1 – 3 | Engeland                                          | Ninian Park, Cardiff Toeschouwers: 17.698 Scheidsrechter: Malcolm Moffatt (NIR) |
| 13 mei British Home Championship 1978 № 341 «onderlinge duels» 15:00 uur (UTC+1) | Phil Dwyer 57' |       | 8' Bob Latchford 82' Tony Currie 89' Peter Barnes | Ninian Park, Cardiff Toeschouwers: 17.698 Scheidsrechter: Malcolm Moffatt (NIR) |

|                                                                                  |                     |       |                            |                                                                                 |
| 17 mei British Home Championship 1978 № 342 «onderlinge duels» 20:00 uur (UTC+1) | Schotland           | 1 – 1 | Wales                      | Hampden Park, Glasgow Toeschouwers: 70.241 Scheidsrechter: Malcolm Wright (NIR) |
| 17 mei British Home Championship 1978 № 342 «onderlinge duels» 20:00 uur (UTC+1) | Derek Johnstone 10' |       | 90' (e.d.) Willie Donachie | Hampden Park, Glasgow Toeschouwers: 70.241 Scheidsrechter: Malcolm Wright (NIR) |

|                                                                                  |                       |       |               |                                                                             |
| 19 mei British Home Championship 1978 № 343 «onderlinge duels» 19:30 uur (UTC+1) | Wales                 | 1 – 0 | Noord-Ierland | The Racecourse, Wrexham Toeschouwers: 9.077 Scheidsrechter: Ken Burns (ENG) |
| 19 mei British Home Championship 1978 № 343 «onderlinge duels» 19:30 uur (UTC+1) | Nick Deacy 70' (pen.) |       |               | The Racecourse, Wrexham Toeschouwers: 9.077 Scheidsrechter: Ken Burns (ENG) |

|                                                                            | |       |       |                                                                                     |
| 25 oktober EK 1980 kwalificatie № 344 «onderlinge duels» 19:30 uur (UTC+1) | Wales | 7 – 0 | Malta | The Racecourse, Wrexham Toeschouwers: 11.475 Scheidsrechter: Magnús Pétursson (ISL) |
| 25 oktober EK 1980 kwalificatie № 344 «onderlinge duels» 19:30 uur (UTC+1) | Peter O'Sullivan 18' Ian Edwards 20' Ian Edwards 45' Ian Edwards 48' Ian Edwards 51' Mickey Thomas 71' Brian Flynn 82' |       |       | The Racecourse, Wrexham Toeschouwers: 11.475 Scheidsrechter: Magnús Pétursson (ISL) |

|                                                                           |                |       |         |                                                                                  |
| 29 november EK 1980 kwalificatie № 345 «onderlinge duels» 19:30 uur (UTC) | Wales          | 1 – 0 | Turkije | The Racecourse, Wrexham Toeschouwers: 11.794 Scheidsrechter: Alojzy Jarguz (POL) |
| 29 november EK 1980 kwalificatie № 345 «onderlinge duels» 19:30 uur (UTC) | Nick Deacy 70' |       |         | The Racecourse, Wrexham Toeschouwers: 11.794 Scheidsrechter: Alojzy Jarguz (POL) |

### 1979
|                                                                       |       |                                          |                |                                                                                       |
| 2 mei EK 1980 kwalificatie № 346 «onderlinge duels» 19:30 uur (UTC+1) | Wales | 0 – 2                                    | West-Duitsland | The Racecourse, Wrexham Toeschouwers: 26.975 Scheidsrechter: Alberto Michelotti (ITA) |
| 2 mei EK 1980 kwalificatie № 346 «onderlinge duels» 19:30 uur (UTC+1) |       | 29' Herbert Zimmermann 52' Klaus Fischer |                | The Racecourse, Wrexham Toeschouwers: 26.975 Scheidsrechter: Alberto Michelotti (ITA) |

|                                                                                  |                                                    |       |           |                                                                               |
| 19 mei British Home Championship 1979 № 347 «onderlinge duels» 15:00 uur (UTC+1) | Wales                                              | 3 – 0 | Schotland | Ninian Park, Cardiff Toeschouwers: 20.371 Scheidsrechter: Pat Partridge (ENG) |
| 19 mei British Home Championship 1979 № 347 «onderlinge duels» 15:00 uur (UTC+1) | John Toshack 28' John Toshack 35' John Toshack 75' |       |           | Ninian Park, Cardiff Toeschouwers: 20.371 Scheidsrechter: Pat Partridge (ENG) |

|                                                                                  |          |       |       |                                                                                    |
| 23 mei British Home Championship 1979 № 348 «onderlinge duels» 19:45 uur (UTC+1) | Engeland | 0 – 0 | Wales | Wembley Stadium, Londen Toeschouwers: 70.220 Scheidsrechter: Malcolm Moffatt (NIR) |
| 23 mei British Home Championship 1979 № 348 «onderlinge duels» 19:45 uur (UTC+1) |          |       |       | Wembley Stadium, Londen Toeschouwers: 70.220 Scheidsrechter: Malcolm Moffatt (NIR) |

|                                                                                  |                 |       |                  |                                                                               |
| 25 mei British Home Championship 1979 № 349 «onderlinge duels» 19:00 uur (UTC+1) | Noord-Ierland   | 1 – 1 | Wales            | Windsor Park, Belfast Toeschouwers: 6.500 Scheidsrechter: John Homewood (ENG) |
| 25 mei British Home Championship 1979 № 349 «onderlinge duels» 19:00 uur (UTC+1) | Derek Spence 1' |       | 63' Robbie James | Windsor Park, Belfast Toeschouwers: 6.500 Scheidsrechter: John Homewood (ENG) |

|                                                                       |       |                                    |       |                                                                                  |
| 2 juni EK 1980 kwalificatie № 54 «onderlinge duels» 18:00 uur (UTC+2) | Malta | 0 – 2                              | Wales | Empire Stadion, Gżira Toeschouwers: 8.358 Scheidsrechter: Nikos Lagoyannis (GRE) |
| 2 juni EK 1980 kwalificatie № 54 «onderlinge duels» 18:00 uur (UTC+2) |       | 15' Peter Nicholas 51' Brian Flynn |       | Empire Stadion, Gżira Toeschouwers: 8.358 Scheidsrechter: Nikos Lagoyannis (GRE) |

|                                                                           |                               |       |                       |                                                                              |
| 11 september Vriendschappelijk № 351 «onderlinge duels» 19:30 uur (UTC+1) | Wales                         | 2 – 1 | Ierland               | Vetch Field, Swansea Toeschouwers: 6.825 Scheidsrechter: Brian Stevens (ENG) |
| 11 september Vriendschappelijk № 351 «onderlinge duels» 19:30 uur (UTC+1) | Ian Walsh 24' Alan Curtis 53' |       | 22' (e.d.) Joey Jones | Vetch Field, Swansea Toeschouwers: 6.825 Scheidsrechter: Brian Stevens (ENG) |

|                                                                            |                                                                                             |       |       |                                                                                    |
| 17 oktober EK 1980 kwalificatie № 352 «onderlinge duels» 20:15 uur (UTC+1) | West-Duitsland                                                                              | 5 – 1 | Wales | Müngersdorferstadion, Keulen Toeschouwers: 53.390 Scheidsrechter: Jan Keizer (NED) |
| 17 oktober EK 1980 kwalificatie № 352 «onderlinge duels» 20:15 uur (UTC+1) | Klaus Fischer 22' Manfred Kaltz 33' Klaus Fischer 39' Karlheinz Förster 83' Alan Curtis 84' |       |       | Müngersdorferstadion, Keulen Toeschouwers: 53.390 Scheidsrechter: Jan Keizer (NED) |

|                                                                             |                |       |       |                                                                                         |
| 21 november EK 1980 kwalificatie № 353 «onderlinge duels» 15:00 uur (UTC+3) | Turkije        | 1 – 0 | Wales | İzmir Atatürkstadion, İzmir Toeschouwers: 30.650 Scheidsrechter: Constantin Ghiţă (ROU) |
| 21 november EK 1980 kwalificatie № 353 «onderlinge duels» 15:00 uur (UTC+3) | Erhan Önal 76' |       |       | İzmir Atatürkstadion, İzmir Toeschouwers: 30.650 Scheidsrechter: Constantin Ghiţă (ROU) |

CONMEBOL: Colombia · Ecuador

UEFA: Albanië · België · Bulgarije · Cyprus · Denemarken · West-Duitsland · Duitse Democratische Republiek · Engeland · Finland · Frankrijk · Griekenland · Hongarije · IJsland · Ierland · Italië · Joegoslavië · Luxemburg · Malta · Nederland · Noord-Ierland · Noorwegen · Oostenrijk · Polen · Portugal · Roemenië · Schotland ·  Sovjet-Unie ·  Spanje · Tsjecho-Slowakije · Turkije · Wales ·  Zweden · Zwitserland

CAF: Madagaskar AFC: Israël

FAW · A-internationals · Bondscoaches · Statistieken · Welsh vrouwenelftal · Brits olympisch elftal · Wales U21 · Wales U20 · Wales U19 · Wales U18 · Wales U17 · Wales U16
1876 – 1899 ·
1900 – 1919 ·
1920 – 1929 ·
1930 – 1939 ·
1940 – 1949 ·
1950 – 1959 ·
1960 – 1969 ·
1970 – 1979 ·
1980 – 1989 ·
1990 – 1999 ·
2000 – 2009 ·
2010 – 2019 ·
2020 − 2029
EK 2016 · 
EK 2020
WK 1958
1876 · 
1877 · 
1878 · 
1879 · 
1880 · 
1881 · 
1882 · 
1883 · 
1884 · 
1885 · 
1886 · 
1887 · 
1888 · 
1889 · 
1890 · 
1891 · 
1892 · 
1893 · 
1894 · 
1895 · 
1896 · 
1897 · 
1898 · 
1899 · 
1900 · 
1901 · 
1902 · 
1903 · 
1904 · 
1905 · 
1906 · 
1907 · 
1908 · 
1909 · 
1910 · 
1911 · 
1912 · 
1913 · 
1914 · 
1915 · 1916 · 1917 · 1918 · 1919 · 
1920 · 
1921 · 
1922 · 
1923 · 
1924 · 
1925 · 
1926 · 
1927 · 
1928 · 
1929 · 
1930 · 
1931 · 
1932 · 
1933 · 
1934 · 
1935 · 
1936 · 
1937 · 
1938 · 
1939 · 
1940 · 1941 · 1942 · 1943 · 1944 · 1945 · 
1946 · 
1947 · 
1948 · 
1949 · 
1950 · 
1952 · 
1952 · 
1953 · 
1954 · 
1955 · 
1956 · 
1957 · 
1958 · 
1959 · 
1960 · 
1961 · 
1962 · 
1963 · 
1964 · 
1965 · 
1966 · 
1967 · 
1968 · 
1969 · 
1970 · 
1971 · 
1972 · 
1973 · 
1974 · 
1975 · 
1976 · 
1977 · 
1978 · 
1979 · 
1980 · 
1981 · 
1982 · 
1983 · 
1984 · 
1985 · 
1986 · 
1987 · 
1988 · 
1989 · 
1990 · 
1991 · 
1992 · 
1993 · 
1994 · 
1995 · 
1996 · 
1997 · 
1998 · 
1999 · 
2000 · 
2001 · 
2002 · 
2003 · 
2004 · 
2005 · 
2006 · 
2007 · 
2008 · 
2009 · 
2010 · 
2011 · 
2012 · 
2013 · 
2014 · 
2015 · 
2016 · 
2017 ·
2018 ·
2019 ·
2020 ·
2021 ·
2022 ·
2023
Albanië ·
Andorra ·
Argentinië ·
Armenië ·
Australië ·
Azerbeidzjan ·
België ·
Bosnië en Herzegovina ·
Brazilië ·
Bulgarije ·
Canada ·
Chili ·
China ·
Costa Rica ·
Cyprus ·
DDR ·
Denemarken ·
Duitsland ·
Engeland ·
Estland ·
Faeröer ·
Finland ·
Frankrijk ·
Georgië ·
Gibraltar ·
Griekenland ·
Hongarije ·
Ierland ·
IJsland ·
Iran ·
Israël ·
Italië ·
Jamaica ·
Japan ·
Joegoslavië ·
Kazachstan ·
Koeweit ·
Kroatië ·
Letland ·
Liechtenstein ·
Luxemburg ·
Malta ·
Mexico ·
Moldavië ·
Montenegro ·
Nederland ·
Nieuw-Zeeland ·
Noord-Ierland ·
Noord-Macedonië ·
Noorwegen ·
Oekraïne ·
Oostenrijk ·
Panama ·
Paraguay ·
Polen ·
Portugal · 
Qatar ·
Roemenië ·
Rusland ·
San Marino ·
Saoedi-Arabië ·
Schotland ·
Servië ·
Servië en Montenegro ·
Slovenië ·
Slowakije ·
Sovjet-Unie ·
Spanje ·
Trinidad & Tobago ·
Tsjechië ·
Tsjecho-Slowakije ·
Tunesië ·
Turkije ·
Uruguay ·
Verenigde Staten ·
Wit-Rusland ·
Zuid-Korea ·
Zweden ·
Zwitserland
Engeland (2016) · 
Denemarken (2021) · 
Italië (2021) · 
Rusland (2016) ·
Slowakije (2016) · 
Turkije (2021) · 
Zwitserland (2021)